# قناة الأمة
قناة الأمة  قناة تلفزيونية  إسلامية مقرها في المملكة المتحدة. في 11 نوفمبر 2015 أدخلت قناة الأمة ضمن قنواتها قناة تلفزيون الأمة الإسلامية.
تم إغلاق القناة في نهاية 31 يوليو 2017 ولم تعد تبث.